# 弓取式

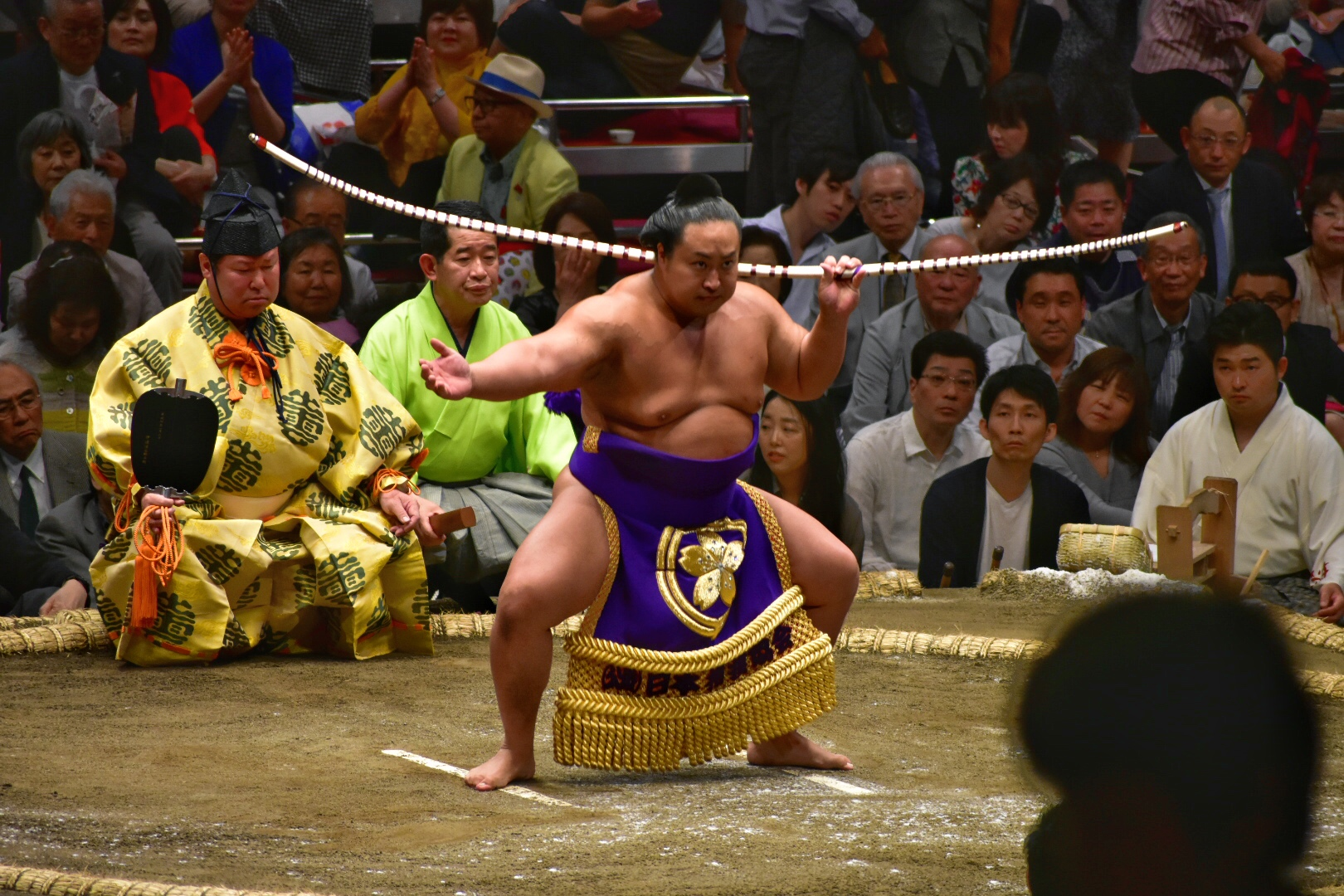
弓取式（春日龍）

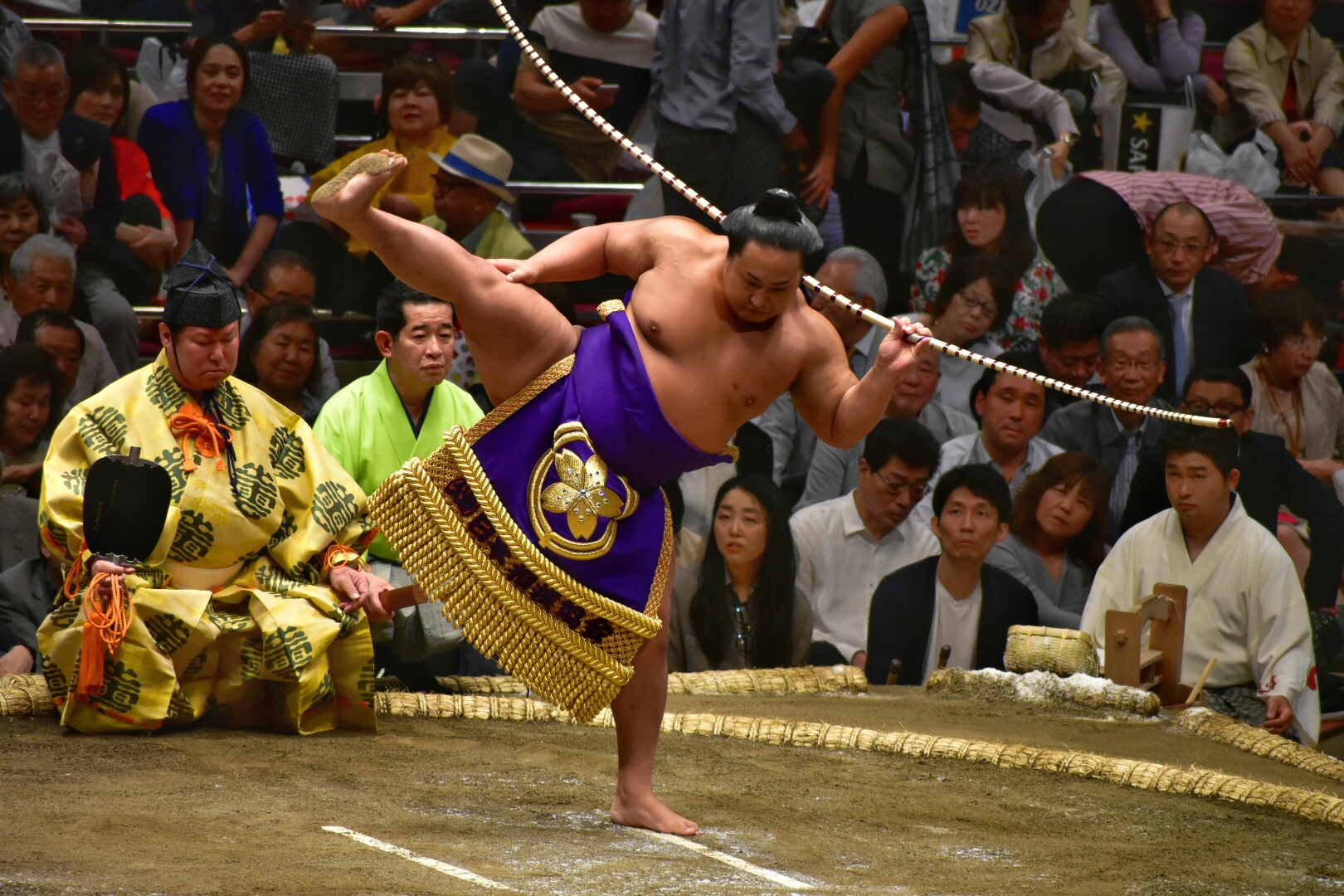

弓取式（ゆみとりしき）は、大相撲の本場所で結びの一番の勝者に代わり作法を心得た力士が土俵上で弓を受け、勝者の舞を演ずることである。全取組終了後、打ち出し前に行われる。

## 概要
平安時代に行われた相撲節会で左近衛府と右近衛府に分かれ相撲を取り、勝った方の立会役が矢を背負って勝者の舞を演じたことが始まりといわれている。今日の原型は1791年7月11日（寛政3年6月11日）に横綱である2代谷風梶之助が徳川家斉の上覧相撲で、土俵上で弓を受け「敬い奉げて四方に振り回した」ときにできあがったとされている。
本来は三役揃い踏みに大関として登場した2人のうちの勝者が行っていたが、後に千秋楽に幕内の取組がなくなったことから幕下力士が行うようになった。なお明治以降に幕内力士が弓取を行った記録も数例存在する。元々は千秋楽にのみ行われ、この場所最後の勝者を称えてのものだった。そのため千秋楽の結びの一番が引分や痛み分けの場合は中止された。1952年5月場所からは、毎日行われるようになった。千秋楽で幕内の優勝決定戦が行われるときは決定戦を行う前に弓取式を行う。
弓取を行う力士は向正面に控えとして座り、結びの一番で東が勝てば東から、西が勝てば西から土俵に上がり弓を振り、四股を踏む。なお控え席には何も敷いておらず、基本的に地べたに座る（関取が弓取を行う場合は座布団が用意されている）。弓取を行う力士は原則として幕下以下の力士であるが特別に大銀杏を結い、化粧廻し（協会所有のものを使用、3月場所は東西会所有のものを使用）を締めて土俵に上がる。基本的に横綱がいる部屋又は一門の力士によって行われ、横綱不在の場合は大関のいる部屋又は一門から選出される。
NHKの大相撲中継では、結びの一番の後はリプレイや力士インタビューなどが優先され、放送時間に余裕がある場合を除いて、映像が放送されることは少ない。また、取り組み終了が放送終了直前になった時や放送時間が延長された場合は、弓取式の放送がほぼ完全にカットされる。

## ジンクス
弓取式を行った力士は関取になれないというジンクスが相撲界にあったが、1990年5月場所まで弓取を務めていた九重部屋の巴富士が同年7月場所で十両に、最終的には小結まで昇進したことによりこのジンクスは影を潜めた。2007年3月場所まで弓取を務めていた高砂部屋の皇牙は2006年5月場所から十両に昇進した。十両力士（関取）が本場所の弓取式を務めることになったのは、1975年3月場所の板倉（後の前頭・大豪）以来実に31年ぶりだった。一方、立浪部屋の緑岩、天空海、放駒部屋の秀ノ花、高砂部屋の朝乃若は関取から陥落した後に弓取を務めた。特に天空海は幕内経験者としては初めて、2025年5月場所で弓取式を務めることとなった。また本場所ではないが、石浦の引退相撲で元幕内で当時序二段に番付を落としていた、炎鵬が弓取りを務めたことはある。

## 弓を落とした場合
力士が弓を落とした場合は足で拾うしきたりである。これは、手を土俵につくと負けとなり縁起が悪いことからである。拾い方は足の甲に弓を乗せ、足で弓を上に跳ね上げたところを掴み取る。弓を土俵の外に飛ばした場合は、呼出が拾って手渡すことになっている。
2010年3月場所の中日、高砂部屋の男女ノ里が弓を落としてしまい、作法通りに足で拾い上げることもできず、手を使ってしまうハプニングがあった。弓取式後、男女ノ里は「（足で弓を拾い上げる動作を）2回挑戦したが上手くいかなかったので（諦めて）手を使ってしまった」とコメントしている。

## その他
- 1917年（大正6年）の皇太子（のちの昭和天皇）の誕生日祝賀の台覧相撲で行司の式守与太夫（のちの19代木村庄之助）が力士に代わって弓取式を行った[8]。
- 出羽錦は栃錦の引退相撲で、炎鵬は石浦の引退相撲で、玉椿は自身の引退相撲で、舞の海と旭道山は日本相撲協会設立70周年のファン感謝祭でそれぞれ弓取を行った。
- 横綱がいない部屋であっても合宿などのイベントで演出として弓取式を披露することがある[9]。
- ショー的性格のある演出であることから、容姿端麗な力士が担当することが望ましいとされる[5]。
- 弓取式を行うことで自然と時差による退場を促すことが出来るため、群集の滞留や雑踏事故を防ぐ点においても効果的であると2002年12月に兵庫県警察が出した「雑踏警備の手引き」においても述べられている[10]。

## 弓取り力士

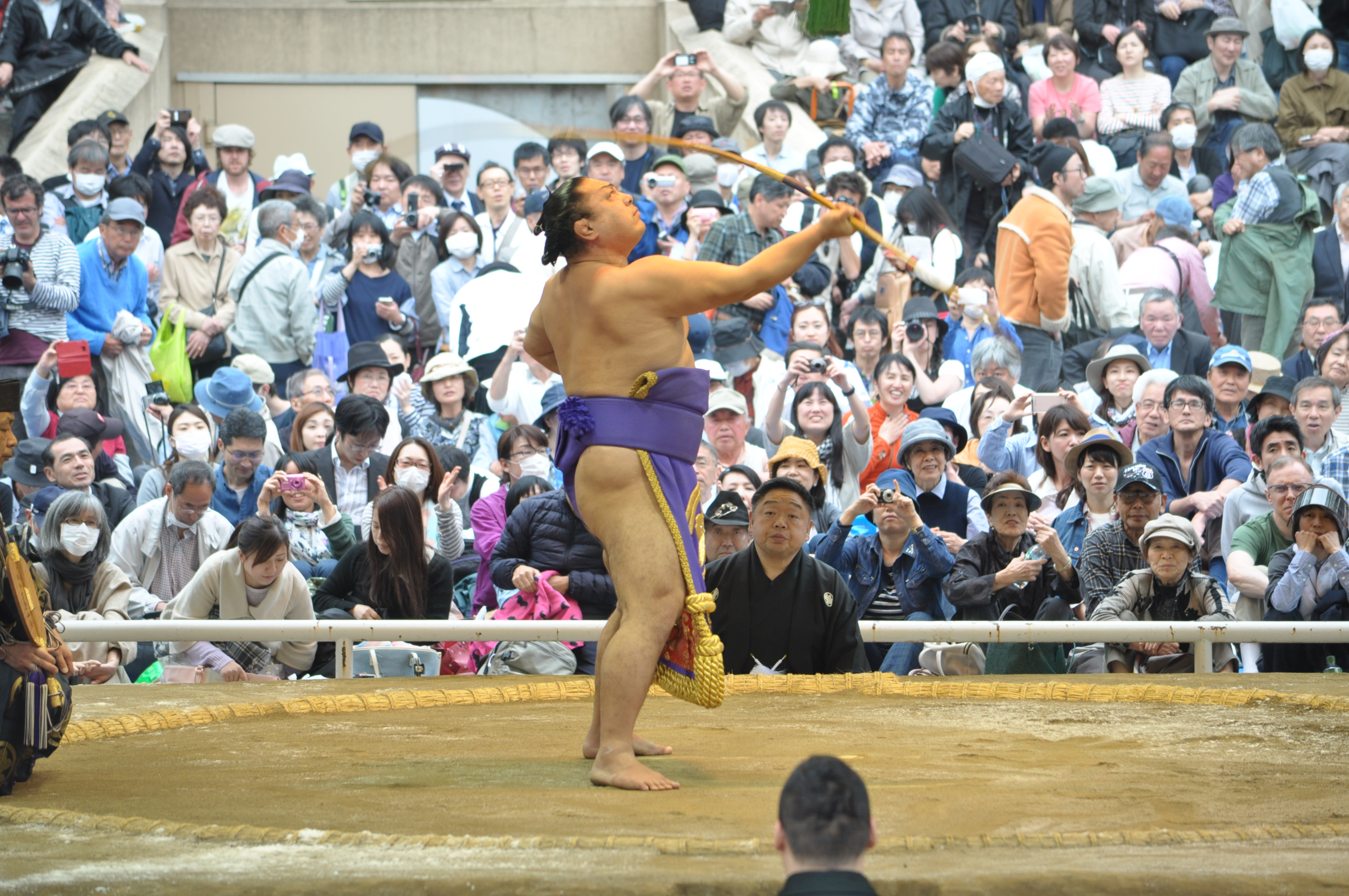
靖国神社奉納大相撲 聡ノ富士の弓取式（2017年4月17日撮影）

本場所において毎日実施するようになった1952年5月場所以降：
| 場所                                    | 場所                                    | 場所                                    | 弓取力士   | 所属部屋     | 備考                                                 |
| --------------------------------------- | --------------------------------------- | --------------------------------------- | ---------- | ------------ | ---------------------------------------------------- |
| 1952年5月場所 - 1954年3月場所           | 1952年5月場所 - 1954年3月場所           | 1952年5月場所 - 1954年3月場所           | 大岩山     | 立浪部屋     | 幕内力士                                             |
| 1954年5月場所 - 1959年5月場所（10日目） | 1954年5月場所 - 1959年5月場所（10日目） | 1954年5月場所 - 1959年5月場所（10日目） | 大田山     | 高砂部屋     | 1957年9月場所に幕内昇進                              |
| 1959年5月場所（11日目） - 9月場所       | 1959年5月場所（11日目） - 9月場所       | 1959年5月場所（11日目） - 9月場所       | 緑岩       | 立浪部屋     | 元十両力士                                           |
| 1959年11月場所 - 1961年5月場所          | 1959年11月場所 - 1961年5月場所          | 1959年11月場所 - 1961年5月場所          | 十三ノ浦   | 春日野部屋   |                                                      |
| 1961年7月場所 - 1965年7月場所           | 1961年7月場所 - 1965年7月場所           | 1961年7月場所 - 1965年7月場所           | 若熊       | 花籠部屋     |                                                      |
| 代役                                    | 1962年1月場所                           | 10日目 - 千秋楽                         | 雲仙山     | 二所ノ関部屋 |                                                      |
| 代役                                    | 1963年9月場所                           | 3日目 - 千秋楽                          | 克田山     | 春日野部屋   |                                                      |
| 1965年9月場所 - 1966年7月場所           | 1965年9月場所 - 1966年7月場所           | 1965年9月場所 - 1966年7月場所           | 克田山     | 春日野部屋   |                                                      |
| 1966年9月場所                           | 1966年9月場所                           | 1966年9月場所                           | 柏錦       | 伊勢ノ海部屋 |                                                      |
| 1966年11月場所 - 1967年9月場所（6日目） | 1966年11月場所 - 1967年9月場所（6日目） | 1966年11月場所 - 1967年9月場所（6日目） | 栃桜       | 春日野部屋   | 後に十両昇進                                         |
| 代役                                    | 1967年3月場所                           | 6日目 - 9日目                           | 若熊       | 花籠部屋     |                                                      |
| 代役                                    | 1967年7月場所                           | 7日目 - 千秋楽                          | 大地       | 二所ノ関部屋 |                                                      |
| 1967年9月場所（7日目） - 1969年1月場所  | 1967年9月場所（7日目） - 1969年1月場所  | 1967年9月場所（7日目） - 1969年1月場所  | 大地       | 二所ノ関部屋 |                                                      |
| 1969年3月場所 - 1970年9月場所           | 1969年3月場所 - 1970年9月場所           | 1969年3月場所 - 1970年9月場所           | 陸前       | 花籠部屋     |                                                      |
| 代役                                    | 1970年5月場所                           | 11日目 - 13日目                         | 栃桜       | 春日野部屋   |                                                      |
| 1970年11月場所 - 1973年3月場所          | 1970年11月場所 - 1973年3月場所          | 1970年11月場所 - 1973年3月場所          | 太光山     | 春日野部屋   | 1972年1月場所から太光山改メ太晃山                    |
| 1973年5月場所 - 9月場所                 | 1973年5月場所 - 9月場所                 | 1973年5月場所 - 9月場所                 | 岡部       | 九重部屋     | 後に十両・千代の海                                   |
| 1973年11月場所 - 1975年3月場所          | 1973年11月場所 - 1975年3月場所          | 1973年11月場所 - 1975年3月場所          | 板倉       | 花籠部屋     | 1975年3月場所に十両昇進 後に幕内・大豪               |
| 1975年5月場所 - 7月場所（5日目）        | 1975年5月場所 - 7月場所（5日目）        | 1975年5月場所 - 7月場所（5日目）        | 福錦       | 三保ヶ関部屋 |                                                      |
| 1975年7月場所（6日目） - 1982年7月場所  | 1975年7月場所（6日目） - 1982年7月場所  | 1975年7月場所（6日目） - 1982年7月場所  | 江戸の華   | 三保ヶ関部屋 |                                                      |
| 代役                                    | 1976年3月場所                           | 11日目 - 13日目                         | 太晃山     | 春日野部屋   |                                                      |
| 1982年9月場所 - 1983年1月場所（初日）   | 1982年9月場所 - 1983年1月場所（初日）   | 1982年9月場所 - 1983年1月場所（初日）   | 秀の龍     | 三保ヶ関部屋 |                                                      |
| 1983年1月場所（2日目） - 1985年1月場所  | 1983年1月場所（2日目） - 1985年1月場所  | 1983年1月場所（2日目） - 1985年1月場所  | 福錦       | 三保ヶ関部屋 | 再起用                                               |
| 1985年3月場所 - 9月場所                 | 1985年3月場所 - 9月場所                 | 1985年3月場所 - 9月場所                 | 香久山     | 二子山部屋   |                                                      |
| 1985年11月場所 - 1987年1月場所（3日目） | 1985年11月場所 - 1987年1月場所（3日目） | 1985年11月場所 - 1987年1月場所（3日目） | 花武蔵     | 放駒部屋     | 1986年3月場所から花武蔵改メ小金富士                  |
| 1987年1月場所（4日目） - 7月場所        | 1987年1月場所（4日目） - 7月場所        | 1987年1月場所（4日目） - 7月場所        | 鳳龍       | 放駒部屋     |                                                      |
| 1987年9月場所                           | 1987年9月場所                           | 1987年9月場所                           | 小金富士   | 放駒部屋     | 再起用                                               |
| 1987年11月場所 - 1989年7月場所          | 1987年11月場所 - 1989年7月場所          | 1987年11月場所 - 1989年7月場所          | 六甲山     | 高砂部屋     |                                                      |
| 代役                                    | 1989年7月場所                           | 14日目 - 千秋楽                         | 鳳龍       | 放駒部屋     |                                                      |
| 1989年9月場所 - 1990年5月場所           | 1989年9月場所 - 1990年5月場所           | 1989年9月場所 - 1990年5月場所           | 巴富士     | 九重部屋     | 後に小結昇進                                         |
| 1990年7月場所                           | 1990年7月場所                           | 1990年7月場所                           | 鳳龍       | 放駒部屋     | 再起用                                               |
| 1990年9月場所                           | 1990年9月場所                           | 1990年9月場所                           | 日の出富士 | 高砂部屋     | 再起用 六甲山改メ                                    |
| 1990年11月場所 - 1991年7月場所          | 1990年11月場所 - 1991年7月場所          | 1990年11月場所 - 1991年7月場所          | 秀ノ花     | 放駒部屋     | 1988年5月・7月場所に十両在位                         |
| 1991年9月場所 - 1992年7月場所           | 1991年9月場所 - 1992年7月場所           | 1991年9月場所 - 1992年7月場所           | 北斗旭     | 大島部屋     |                                                      |
| 1992年9月場所 - 1995年9月場所           | 1992年9月場所 - 1995年9月場所           | 1992年9月場所 - 1995年9月場所           | 高見若     | 東関部屋     |                                                      |
| 代役                                    | 1993年1月場所                           | 7日目 - 千秋楽                          | 北斗旭     | 大島部屋     |                                                      |
| 代役                                    | 1993年5月場所                           | 9日目 - 10日目                          | 北斗旭     | 大島部屋     |                                                      |
| 代役                                    | 1994年7月場所                           | 9日目 - 千秋楽                          | 高見錦     | 東関部屋     |                                                      |
| 代役                                    | 1994年11月場所                          | 2日目 - 千秋楽                          | 若風       | 二子山部屋   |                                                      |
| 代役                                    | 1995年3月場所                           | 3日目 - 千秋楽                          | 若風       | 二子山部屋   |                                                      |
| 1995年11月場所 - 2000年1月場所          | 1995年11月場所 - 2000年1月場所          | 1995年11月場所 - 2000年1月場所          | 若風       | 二子山部屋   |                                                      |
| 2000年3月場所 - 2002年1月場所           | 2000年3月場所 - 2002年1月場所           | 2000年3月場所 - 2002年1月場所           | 新明       | 武蔵川部屋   |                                                      |
| 2002年3月場所                           | 2002年3月場所                           | 2002年3月場所                           | 貴ノ湖     | 二子山部屋   |                                                      |
| 2002年5月場所 - 2003年11月場所          | 2002年5月場所 - 2003年11月場所          | 2002年5月場所 - 2003年11月場所          | 武蔵富士   | 武蔵川部屋   |                                                      |
| 2004年1月場所 - 2007年3月場所           | 2004年1月場所 - 2007年3月場所           | 2004年1月場所 - 2007年3月場所           | 皇牙       | 高砂部屋     | 2006年5月場所に十両昇進                              |
| 2007年5月場所 - 2010年3月場所           | 2007年5月場所 - 2010年3月場所           | 2007年5月場所 - 2010年3月場所           | 男女ノ里   | 高砂部屋     |                                                      |
| 2010年5月場所 - 2011年1月場所           | 2010年5月場所 - 2011年1月場所           | 2010年5月場所 - 2011年1月場所           | 千代の花   | 九重部屋     |                                                      |
| 2011年5月技量審査場所 - 2012年11月場所  | 2011年5月技量審査場所 - 2012年11月場所  | 2011年5月技量審査場所 - 2012年11月場所  | 祥鳳       | 春日山部屋   |                                                      |
| 2013年1月場所                           | 2013年1月場所                           | 2013年1月場所                           | 聡ノ富士   | 伊勢ヶ濱部屋 |                                                      |
| 2013年3月場所                           | 2013年3月場所                           | 2013年3月場所                           | 祥鳳       | 春日山部屋   | 再起用                                               |
| 2013年5月場所 - 2014年11月場所          | 2013年5月場所 - 2014年11月場所          | 2013年5月場所 - 2014年11月場所          | 聡ノ富士   | 伊勢ヶ濱部屋 | 再起用                                               |
| 2015年1月場所                           | 2015年1月場所                           | 2015年1月場所                           | 水口       | 春日山部屋   | 再起用 祥鳳改メ                                      |
| 2015年3月場所 - 2018年1月場所           | 2015年3月場所 - 2018年1月場所           | 2015年3月場所 - 2018年1月場所           | 聡ノ富士   | 伊勢ヶ濱部屋 | 再起用                                               |
| 2018年3月場所 - 2020年1月場所（2日目）  | 2018年3月場所 - 2020年1月場所（2日目）  | 2018年3月場所 - 2020年1月場所（2日目）  | 春日龍     | 中川部屋     |                                                      |
| 2020年1月場所（3日目） - 2021年9月場所  | 2020年1月場所（3日目） - 2021年9月場所  | 2020年1月場所（3日目） - 2021年9月場所  | 将豊竜     | 時津風部屋   | [ 11 ]                                               |
| 代役                                    | 2021年9月場所                           | 2日目 - 千秋楽                          | 聡ノ富士   | 伊勢ヶ濱部屋 | [ 12 ]                                               |
| 2021年11月場所 - 2023年9月場所（2日目） | 2021年11月場所 - 2023年9月場所（2日目） | 2021年11月場所 - 2023年9月場所（2日目） | 聡ノ富士   | 伊勢ヶ濱部屋 | 再起用                                               |
| 代役                                    | 2023年7月場所                           | 10日目 - 千秋楽                         | 勇輝       | 陸奥部屋     | [ 13 ]                                               |
| 2023年9月場所（3日目） - 11月場所       | 2023年9月場所（3日目） - 11月場所       | 2023年9月場所（3日目） - 11月場所       | 勇輝       | 陸奥部屋     | [ 14 ]                                               |
| 2024年1月場所 - 3月場所（7日目）        | 2024年1月場所 - 3月場所（7日目）        | 2024年1月場所 - 3月場所（7日目）        | 聡ノ富士   | 伊勢ヶ濱部屋 | 再起用                                               |
| 2024年3月場所（中日 - 千秋楽）          | 2024年3月場所（中日 - 千秋楽）          | 2024年3月場所（中日 - 千秋楽）          | 勇輝       | 陸奥部屋     | 再起用 引退後世話人に就任                            |
| 2024年5月場所（初日）                   | 2024年5月場所（初日）                   | 2024年5月場所（初日）                   | 聡ノ富士   | 伊勢ヶ濱部屋 | 再起用                                               |
| 2024年5月場所（2日目 - 千秋楽）         | 2024年5月場所（2日目 - 千秋楽）         | 2024年5月場所（2日目 - 千秋楽）         | 朝乃若     | 高砂部屋     | 2021年11月 - 2022年9月場所に十両在位                 |
| 2024年7月場所                           | 2024年7月場所                           | 2024年7月場所                           | 聡ノ富士   | 伊勢ヶ濱部屋 | 再起用                                               |
| 2024年9月場所 - 11月場所                | 2024年9月場所 - 11月場所                | 2024年9月場所 - 11月場所                | 琴翼       | 佐渡ヶ嶽部屋 |                                                      |
| 2025年1月場所（初日 - 5日目）           | 2025年1月場所（初日 - 5日目）           | 2025年1月場所（初日 - 5日目）           | 聡ノ富士   | 伊勢ヶ濱部屋 | 再起用 2025年5月場所終了時点で弓取として最多出場者   |
| 2025年1月場所（6日目 - 千秋楽）         | 2025年1月場所（6日目 - 千秋楽）         | 2025年1月場所（6日目 - 千秋楽）         | 琴翼       | 佐渡ヶ嶽部屋 | 再起用                                               |
| 2025年3月場所                           | 2025年3月場所                           | 2025年3月場所                           | 花の海     | 二所ノ関部屋 |                                                      |
| 2025年5月場所 - 7月場所（5日目）        | 2025年5月場所 - 7月場所（5日目）        | 2025年5月場所 - 7月場所（5日目）        | 天空海     | 立浪部屋     | 2018年1月・9月・2019年11月 - 2024年3月場所に関取在位 |
| 2025年7月場所（6日目） -                | 2025年7月場所（6日目） -                | 2025年7月場所（6日目） -                | 花の海     | 二所ノ関部屋 | 再起用                                               |